# یوجین جتر
یوجین جتر (انگلیسی: Eugene Jeter؛ زادهٔ ۲ دسامبر ۱۹۸۳) بازیکن بسکتبال اهل ایالات متحده آمریکا است.
از باشگاه‌هایی که در آن بازی کرده‌است می‌توان به باشگاه بسکتبال فوجیان و ساکرامنتو کینگز اشاره کرد.